# Крючков Георгій Георгійович
Гео́ргій Гео́ргійович Крючко́в (нар. 13 липня 1946 року, Київ) — мовознавець, доктор філологічних наук (1988), професор (1989), заслужений працівник освіти України (2012).

## Біографічні дані
Народився 13 липня 1946 року в Києві.
У 1970 році закінчив Київський університет, де з 1972 року й працює: з 1982 по 1994 — завідувач кафедри французької мови, з 1994 — завідувач кафедри французької філології, водночас з 1989 по 1991 — декан факультету підвищення кваліфікації, з 1991 по 1993 — заступник директора з навчальної роботи, з 1994 — директор Міжгалузевого інституту підвищення кваліфікації, з 2001 по 2005 — заступник директора з навчальної роботи Інституту філології.

## Наукова робота
Наукові дослідження: фонетика, графіка, орфографія, лексикологія і лексикографія, французька мова методика її викладання. Розробив новий напрям у лінгвістиці – орфографіку (графічна лінгвістика) та системно-комунікативний метод навчання іноземних мов. Співукладач словника «Dictionnaire synchronique des familles de mots ukrainiens» (Paris, 1992–93, т. 1–3).
Голова редакційної ради науково-методичного журналу «Іноземні мови в навчальних закладах» з 2002 року. У 2013 році був головою журі третього (заключного) туру всеукраїнського конкурсу «Учитель року» у номінації «Французька мова».
Автор понад 300 наукових та науково-методичних праць з тематики французької мови.

### Основні праці
За ЕСУ:
- Интенсивный курс французского языка. — К., 1984 (співавтор);
- Современная орфография французского языка. — К., 1987;
- Функциональная значимость французских монограмм и полиграмм. — Москва, 1987;
- Поглиблений курс французької мови. — К., 1998 (співавтор);
- Французька мова: початк. курс: підруч. — К., 2009;
- Французька мова: рівень В2. — К., 2012 (співавтор)[1].

## Нагороди
- Нагрудний знак «Відмінник освіти України» (2001);
- «Заслужений працівник освіти України» (2012);
- Нагрудний знак МОН «Петро Могила» (2007);
- Кавалер (2003) та офіцер (2015) ордена «Академічна Гілка» Французької Республіки[3].